# Chirindia rondoensis
Chirindia rondoensis — вид плазунів з родини амфісбенових (Amphisbaenidae). Ендемік Танзанії.

## Поширення і екологія
Chirindia rondoensis мешкають на плато Рондо і Маконде на крайньому південному сході Танзанії. Вони живуть у вологих рідколіссях та саванах, на висоті від 900 до 950 м над рівнем моря. Ведуть риючий спосіб життя, живляться термітами та іншими безхребетними. Самиці відкладають одне яйце.